# Château de Merville
Le château de Merville est situé en France dans le département de la Haute-Garonne et la région Occitanie sur la commune de Merville. 

## Description
Situé à 20 km de Toulouse, le château de Merville et son parc constituent un témoignage unique de l'architecture et de l'art des jardins du XVIIIe siècle en Midi-Pyrénées.
Son labyrinthe de 6 km d'allées bordées de hauts murs de buis, véritable curiosité, est le plus grand labyrinthe de buis d'Europe.
Le château et son parc sont classés Monuments Historiques et le labyrinthe labellisé Jardin remarquable par le ministère de la culture.

## Historique

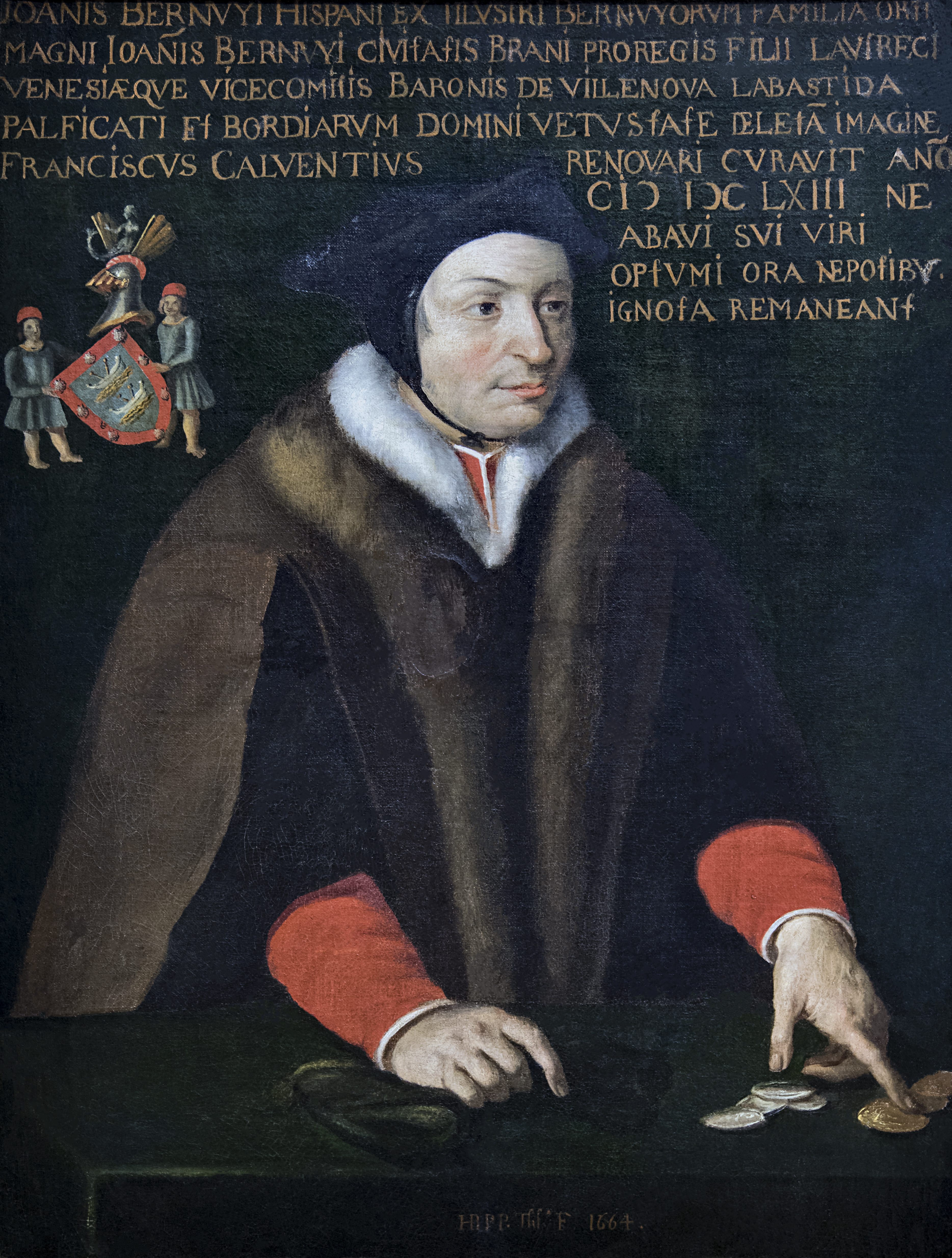
Portrait de Jean de Bernuy, Château de Merville.

Le château de Merville a été construit sur un terrain qui avait été acheté en 1575 par Mathieu de Chalvet et qui possédait tous les droits sur la terre de Merville. À l’époque, il y avait à Merville deux demeures seigneuriales dans l’enceinte fortifiée. Le style n’avait rien des châteaux du Moyen Âge, il n’y avait ni tour ni créneaux.
En 1734, le marquis Henri-Auguste de Chalvet-Rochemonteix (1715-1772), grand sénéchal de Toulouse et d'Albigeois, hérite de son frère la seigneurie acquise du marquis d'Escoda de Boisse, et décide d'y édifier une somptueuse bâtisse de briques roses, dont la construction débute en 1743. Véritable homme des Lumières, il dicte lui-même les plans de construction à l'architecte toulousain Maduron. Les travaux durent un peu plus de quinze ans.
À la mort du marquis de Chalvet, en 1772, le château passe à son fils André-Antoine (1735-1807), qui, bien que jeté en prison sous la Terreur, parvient à garder sa tête mais aussi son château ! Par chance, Merville conserve son ameublement et son décor. La petite-fille d'André-Antoine fait entrer Merville dans la famille de Villèle, puis la maison passe par héritage dans la famille de Beaumont du Repaire dont descendent les actuels propriétaires. De nombreuses querelles familiales dans le courant du XXe siècle ont créées une scission. La branche cadette de la famille de Beaumont vit toujours dans la commune sur des terres et des propriétés familiales mais ne vivent plus dans le château.
Les pièces d'apparat du corps central ont été conçues en enfilade autour d’un grand salon qui s’avance en saillie sur le jardin. Avec son sol carrelé, son plafond à la française et ses trois portes-fenêtres, ce salon d'été de forme octogonale semblerait presque rustique si n’était un décor dont l’incroyable raffinement n’a d’égal que l’exotisme. Les murs des vastes salles du rez-de-chaussée sont recouverts de tapisseries de Flandres datant du règne de François Ier.
Le Salon chinois doit son nom aux dix-huit grands panneaux de bois peints à l'huile qui ornent parois et dessus de porte. Ils furent réalisés durant l'année 1754 par le peintre et architecte toulousain Gilles Pin (1720-1804). Ces décors dans le goût des chinoiseries de Pillement s'inspirent de gravures parisiennes exécutées d'après des dessins de François Boucher.
La galerie des tableaux occupe une salle du premier étage. On y trouve les portraits des seigneurs de Merville et des membres de la famille. Le château lui-même, il a été classé par les Monuments historiques, son architecture très belle étant du pur XVIIIe siècle.

## Architecture
Le château est construit en briques, 300 000 furent nécessaires. Il est composé de trois corps de logis disposés en U. Le corps central, qui mesure 50 mètres de long, et fait face à l’est possède un avant-corps central en hémicycle, surmonté d'un fronton triangulaire. Il donne sur une terrasse qui surplombe le parc dessiné par Le Nôtre. Les deux ailes qui mesurent chacune 18 mètres se font face et l'aile sud présente un fronton curviligne.
Une terrasse de 92 mètres de long sur 28 de large entoure le château.
Le grand parc de 40 hectares s’étend autour du château. Ses allées de buis ont été exécutées selon un plan de Le Nôtre, le créateur des jardins de Versailles. Agrément indispensable de toute gentilhommière de qualité, le parc de près de trente hectares fit non seulement l'objet de soins tout particuliers mais fut conçu de façon si ambitieuse qu'il fallut attendre notre époque pour le voir achevé.

## Le parc et le labyrinthe
Dans un vrai équilibre architectural, les allées composées de 6 km de hauts murs de buis, enserrent des massifs plantés de taillis de chênes. Ces allées rectilignes sont interrompues par des ronds-points en étoile pour aboutir à une salle de bal. Dans cette paisible retraite, ombragée l'été par la frondaison des vieux chênes, le visiteur peut retrouver, miraculeusement préservée, l'ambiance des fêtes galantes de Watteau.
Établi vers l'est, le parc s’étend devant la façade, débute par une terrasse d'une centaine de mètres de long puis suit la pente du terrain dans le prolongement de la terrasse. Des pins parasols délimitent une large allée dont l’impressionnante perspective de 600 mètres prolonge l'enfilade des salons et a pour point de fuite une niche de verdure. Dans une véritable mise en scène, on peut voir se découper les frondaisons du parc à la suite des portes aux trumeaux chantournés.
La perspective assure en quelque sorte une continuité avec l'espace intérieur, et l'on prend réellement conscience à Merville du rapport étroit que, dans une époque fascinée par les idées de Rousseau, ces maisons des champs entretenaient avec la nature.
À deux pas de cette vue magistrale, le labyrinthe de buis déploie l'éventail de ses allées qui semblent taillées dans des blocs de verdure. À la différence de la grande perspective, conçue pour associer le château au cadre végétal, le labyrinthe de buis, qui s'étend sur 4 hectares, a été avant tout conçu pour le promeneur. 
Depuis 2005, il est ouvert au public sous la forme d'un labyrinthe de découverte et d'exploration. Près de 45 000 visiteurs viennent jouer à se perdre tous les ans dans les méandres des allées.